# Lithospermum rzedowskii
Lithospermum rzedowskii là loài thực vật có hoa trong họ Mồ hôi. Loài này được J. Cohen mô tả khoa học đầu tiên năm 2009.